# Xanthostemon aurantiacus
Xanthostemon aurantiacus là một loài thực vật có hoa trong Họ Đào kim nương. Loài này được (Brongn. & Gris) Schltr. miêu tả khoa học đầu tiên năm 1905.